# Мариинская женская гимназия (Томск)
Мариинская женская гимназия в Томске — первое среднее учебное заведение для девочек в городе.

## История
Открыта 1 сентября 1863 года. Курс обучения составлял 7 классов.
Первый набор составил 40 учениц, принятых в I—IV классы. 1 января 1868 года в гимназии обучалось 143 ученицы различного вероисповедания и сословия, через год — уже 161. Штат гимназических преподавателей состоял из 29 человек.
Обучение было платным — 250 рублей в год для воспитанниц с пансионом, 200 рублей — полупансион (на 1910 год). Обучение иностранным языкам и танцам оплачивалось отдельно. С 1886 года существовала стипендия, учреждённая А. М. Лучшевой.
Первые средства на содержание гимназии поступали от Сибирского общественного банка, основанного предпринимателями Поповыми. Позже финансирование осуществлялось из местного бюджета.
Гимназия располагалась в доме В. Соколовой на уголу современного переулка Батенькова и набережной реки Ушайки (по другим сведениям — в доме Ф. С. Пастуховой, Набережная реки Ушайки, д. 8). В последующие годы под классы гимназии отводились различные помещения в Томске, в 1897 году специально для гимназии была воздвигнута постройка по проекту П. Ф. Федоровского в Духовском переулке (ныне —Совпартшкольный переулок).

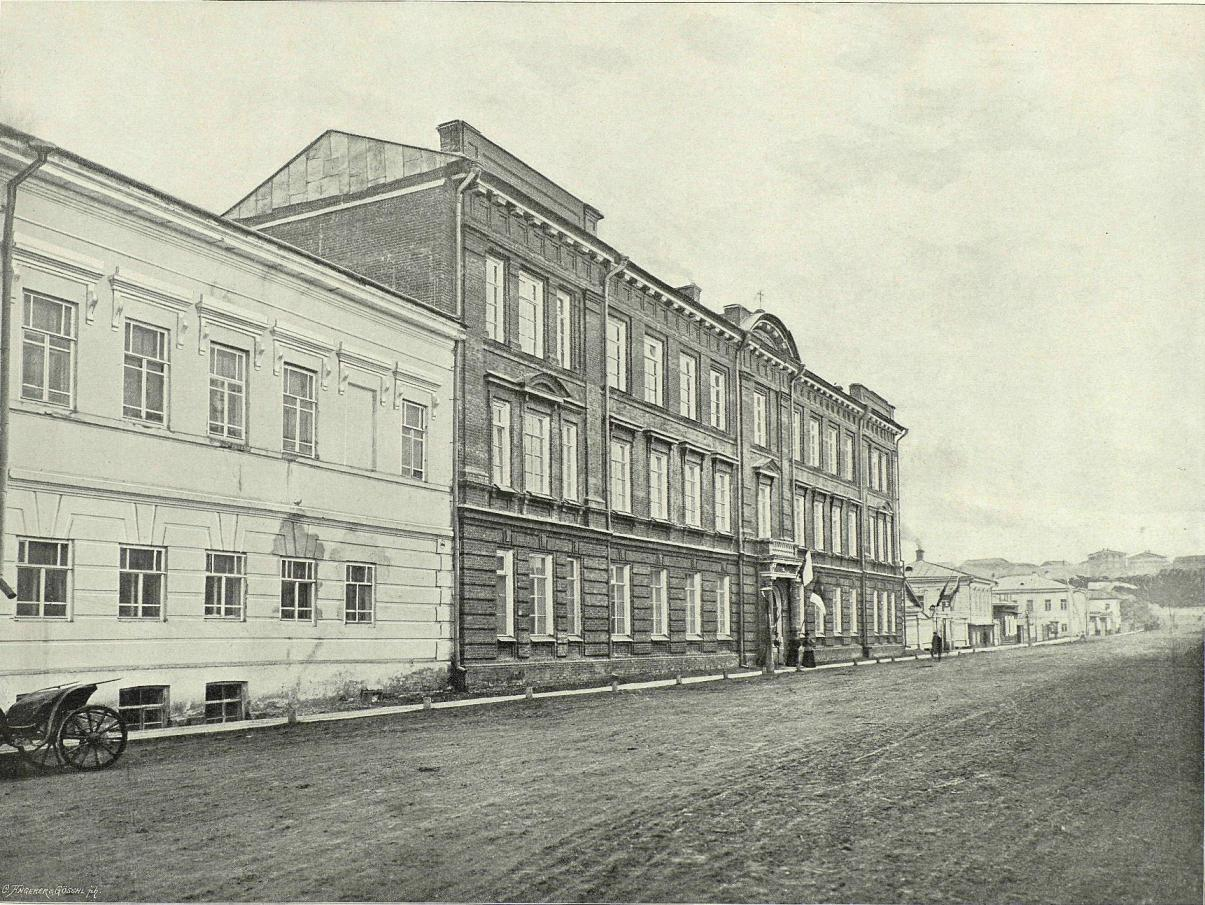
Фёдоровская пристройка

В 1868 году гимназию посетил Великий князь Владимир Александрович.
На рубеже XIX—XX веков в гимназии обучалось до 900 учеников. В начале XX века был открыт 8-й — педагогический класс (готовил педагогов начальной школы).
Попечителями гимназии были Г. М. Голованов и другие.
В 1918 году преобразована в городскую гимназию № 3, с 1920 года — средняя школа № 3. Действует по настоящее время.

## Выдающиеся выпускницы
- Мария Большанина (1915, с золотой медалью) — доктор физико-математических наук, профессор ТГУ, лауреат Сталинской премии (1942)
- Надежда Красина — известный томский педагог
- Вера Кудрявцева (1916) — доктор физико-математических наук, проректор ТГУ
- Юлия Квятковская — одна из первых женщин-врачей в России, общественная деятельница
- Варвара Массалитинова — актриса
- Вера Наумова (1894, с серебряной медалью) — библиотечный работник, Герой Труда (1935)
- Татьяна Гримблит (1920) — святая Русской православной церкви (2002)

## Известные преподаватели
- Владимир Вучичевич-Сибирский (рисование)
- Александр Виссарионович Худяшев (рисование)
- Надежда Красина (с 1904 года, математика, космография)
- Александр Мако (с конца 1870-х годов, рисование)
- Антонин Мисюрев (1871—1915, закон Божий)
- Григорий Потанин (1863, история)
- Иван Александрович Успенский
- Вакх Гурьев преподает Закон Божий с 1 сентября 1863 г. Заведывает безприходною церковию во имя Св. Марии Магдалины при Томской женской Мариинской гимназии с 10 января 1867 г. (формулярный список 1870 г.)